# Заря (мифология)
Заря́ (Заря заряница; бел. Зара-зараніца, Зорка-зараніца; укр. Зоря, Зоря-зоряниця, Ключниця неба; от др.-рус. зьрѣти «смотреть, видеть») — в славянской мифологии олицетворение зари как светового явления, возникающего при восходе и заходе солнца, считавшихся временем совершения магических действий.

## Описание
Восточные славяне персонифицированную зарю называли Зарёй-заряницей — красной девицей и другими эпитетами. Образ встречается в восточнославянском фольклоре — в заговорах и сказках. В русских сказках выступает как «Солнцева сестрица». В русских и польских заговорах упоминаются три зори: утренняя, полуденная и вечерняя.
В словаре Даля содержится истолкование эпитета, что 
зарянка, заряница, зорница — утренняя и вечерняя звезда, венера (бывает видима без солнца утром и вечером, а видимость в виде яркой звезды в полдень возможна при полных солнечных затмениях).
В одной белорусской народной песне Зарница теряет ключи, которыми должна каждое утро отмыкать небо, чтобы выпустить день; находит эти ключи Солнце.
В загадках упоминается обычно в форме девица, Заря-Заряница:

Заря заряница, красная девица, врата запирала, по полю гуляла, ключи потеряла, месяц видел, а солнце скрало (роса).— Словарь В. Даля
В Сибири (Нижнеудинский уезд), чтобы защитить гряды от червей и вредителей, посыпали их золой на заре, при этом трижды обходили вокруг гряд со словами:

Заря-заряница, красна девица, возьми железный жгут и гони эту птицу на зелёный луг, с этого хлеба на пень, на колоду, на грязь — на болоту, на горьку осину, на саму вершину.— Славянские древности: Этнолингвистический словарь